# Стать і гендер
Стать людини визначається анатомією репродуктивної системи та вторинними статевими ознаки. Ґендер може стосуватись соціальних ролей, сконструйованих соціумом на основі статі (ґендерна роль), або ж самовизначення на основі внутрішнього усвідомлення (ґендерної ідентичності). Термінологічне розмежування біологічної статі та ґендеру як ролі ввів сексолог Джон Моні у 1955 році. До цього академічне вживання слова ґендер (від англ. gender — «рід») здебільшого означало граматичний рід.
Серед вчених термін статеві відмінності (у порівнянні з ґендерними відмінностями) зазвичай застосовується до статево диморфних рис, спричинених наслідками статевого добору.
У побутовій англійській мові стать і ґендер іноді використовуються як взаємозамінні. Деякі словники та навчальні дисципліни дають їм різні визначення, інші ― ні. Деякі мови, такі як німецька чи фінська, не мають окремих слів для статі та ґендеру, і різницю проводять контекстуально. 
Консенсус серед учених полягає в тому, що вся поведінка є фенотипом ― складною взаємодією як біології, так і навколишнього середовища ― і, отже, природа проти виховання є оманливою категоризацією.

## Стать
Термін стать позначено як відмінний від ґендеру в Оксфордському словнику англійської мови. Так, стать «має на увазі біологічні відмінності». Всесвітня організація охорони здоров'я постулює, що «стать» належить до біологічних та фізіологічних характеристик, що визначають чоловіків та жінок, а «чоловіки» та «жінки» — це статеві категорії. 
Анізогамія, або різниця розмірів гамет (статевих клітин), є визначальною рисою обох статей. У самців невеликі рухливі сперматозоїди; самки мають великі і, як правило, менш рухомі яйцеклітини. У людей типова чоловіча чи жіноча статева диференціація включає наявність або відсутність Y-хромосоми, тип статевих залоз (яєчник або сім'яні залози), баланс статевих гормонів (тестостерон та естроген), внутрішню репродуктивну анатомію (наприклад, матку або передміхурову залозу), а також зовнішні статеві органи (пеніс або вульву).
Термін статеві відмінності, як правило, застосовується до статево диморфних рис, які є наслідками статевого добору. Наприклад, різниця у зрості між чоловіками та жінками є наслідком статевого добору.
GLAAD (Альянс геїв і лесбійок проти наклепів) у своєму останньому довідковому посібнику для ЗМІ пише, що стать ― це "класифікація людей як чоловіків чи жінок" при народженні, заснована на фізичних характеристиках, таких як хромосоми, гормони, внутрішні репродуктивні органи та статеві органи.

## Інтерсекс-люди
У випадках порушень статевого розвитку людина може мати біологічні статеві характеристики, які ускладнюють визначення статі, і називатись інтерсексуальною. Люди зі змішаними факторами статі є інтерсексуальними.
Випадок з Девідом Реймер, який, згідно з дослідженнями Джона Мані, після невдалого обрізання виховувався дівчиною, описаний у книзі «Як природа зробила його: хлопчик, який виховувався як дівчинка». Насправді Реймеру було некомфортно як дівчині, і з'ясувавши правду про свою операцію, він ідентифікувався як чоловік. Зрештою він покінчив життя самогубством.

## Ґендер як граматичний рід
Традиційно лінгвістика розмежовувала стать та ґендер: стать стосується насамперед атрибутів реальних сутностей ―  наприклад, чоловіча, жіноча, неперсональна та невизначена стать ― а граматичний рід включає чоловічий, жіночий та середній роди (часто, але не виключно базуються на статі), яка визначає узгодження між іменниками різного роду та суміжними словами.
Наприклад, німецька мова має три роди: чоловічий, жіночий та середній. Іменники про людей та тварин відомої статі, як правило, називаються іменниками еквівалентного роду. Таким чином, Mann (чоловік) чоловічого роду та асоціюється з чоловічим артиклем (der Mann), Frau (жінка) жіночого роду і асоціюється з жіночим артиклем (die Frau). Однак слова для неживих предметів зазвичай чоловічого роду (der Tisch, стіл) або жіночого роду (die Armbanduhr, годинник), а граматичний рід може відрізнятися від біологічної статі; наприклад, іменник жіночого роду [die] Person відноситься до особи будь-якої статі, а іменник середнього роду [das] Mädchen означає «дівчина».
У сучасній англійській мові в цьому сенсі немає справжнього граматичного роду, хоча диференціацію між займенниками «he» (він) та «she» (вона) іноді називають ґендерною різницею. Комплексна граматика англійської мови, наприклад, стосується семантично заснованого «прихованого» роду (водночас чоловічого та жіночого, а не чоловічого та жіночого) англійських іменників, на відміну від «відкритого» роду деяких англійських займенників; це дає дев'ять ґендерних класів: чоловічий, жіночий, подвійний, загальний, колективний, вищий чоловічий, вищий жіночий, нижчий і неживий, і ці семантичні ґендерні класи впливають на можливий вибір займенника для основного відношення до реального життя, наприклад, хто і він для брата, але який і це чи вона для кішки. 

## Стать і ґендер як феміністичні концепти
Теорія фемінізму (зокрема, феміністична філософія) у ХХ столітті проаналізувала ґендер та деконструювала ґендерний утиск (через такі явища, як ґендерна поляризація, ґендерні стереотипи, ґендерні ролі, сексизм), щедро проілюструвавши наріжний концепт ґендерних досліджень: ґендер не визначається статтю, є окремим від неї суспільним конструктом, заснованим на дисбалансі влад. Симона де Бовуар у класичній праці Друга стать наголошує на соціальній конструйованості ґендерів у крилатій фразі: «Жінкою не народжуються ― нею стають». Див., напр., «Діалектика сексу: випадок феміністичної революції».

## Гендер в сучасних науках
«Різниця у ґендері», як приклад, у довжині волосся на голові (жінки з довшим волоссям) ― статевого добору не стосується, а є сконструйованою соціально.
Ґендер в Оксфордському словнику англійської мови визначається як «евфемізм для статі людини, часто призначений для підкреслення соціального та культурного, на противагу до біологічних відмінностей між статями», причому найраніший приклад наводиться у 1963 р.
Робоче визначення, яке використовує ВООЗ для своєї діяльності, полягає в тому, що «ґендер» відноситься до соціально побудованих ролей, поведінки, діяльності та властивостей, які певне суспільство вважає доречними для чоловіків і жінок і що «чоловіче» та «жіноче» — це ґендерні категорії.
Американська психологічна асоціація визначає, що «стать» дана людині від народження як біологічний статус жінки або чоловіка, а «ґендер» належить до соціальної ролі людини в суспільстві за ознаками дівчини та жінки або хлопця та чоловіка.
Управління з харчових продовольства та медикаментів США (FDA) використовувало ґендер, а не стать, маючи на увазі фізіологічні відмінності між чоловічими та жіночими організмами. У 2011 році вони змінили позицію щодо цього і почали використовувати стать як біологічну класифікацію, а ґендер ― як «саморепрезентацію людини як чоловіка чи жінки, або як реагують на цю людину соціальні інститути на основі ґендерної презентації».

## Трансгендерність
GLAAD (Альянс геїв і лесбійок проти наклепів) у своєму останньому довідковому посібнику для ЗМІ пише: гендерна ідентичність ― це «внутрішнє, особисте почуття людини ― чоловіка чи жінки».
За деяких обставин стать і ґендерна ідентичність не узгоджуються, і людина може визначатися трансґендерною чи небінарною. Трансґендерів іноді називають транссексуалами, якщо вони бажають медичної допомоги для набуття деяких біологічних характеристик іншої статі.
Трансґендер є загальним терміном: крім включення людей, чия ґендерна ідентичність протилежна статі (трансчоловіки та трансжінки), він може включати людей, які не почуваються виключно чоловіками чи жінками (ґендерквір, небінарні, біґендерні, панґендерні, або аґендерні). Інші визначення трансґендерів також включають людей, які належать до третьої статі, або концептуалізують трансґендерів як третю стать. Нерідко термін трансґендер визначається дуже широко, щоб включати інші поняття.